# Электронный аукцион
Интернет-аукцион (он же «онлайновый аукцион») — аукцион, проводящийся посредством интернета, на специализированных сайтах (либо сайт-аукцион, либо электронная торговая площадка). В отличие от обычных аукционов, интернет-аукционы проводятся на расстоянии (дистанционно) и в них можно участвовать не находясь в определённом месте проведения, делая ставки через интернет-сайт или компьютерную программу аукциона.

## Виды аукционов
Аукцион на повышение. Победителем признается участник, предложивший наивысшую цену. В основном практикуется частными лицами на сайтах EBay,
Аукцион на понижение. Победителем становится участник, который внес ценовое предложение с наименьшей ценой. Основная разрешенная форма проведения электронных аукционов по государственным заказам на сайтах

## Участники аукционов
Организатор аукциона — физическое или юридическое лицо, сформировавшее Лот и условия данного аукциона.
На сайте EBay любой человек (обычно частное лицо), который решил что-либо продать, должен пройти регистрацию, сообщить данные о лоте, назначить цену и срок проведения аукциона. Торги идут на повышение цены.
На сайте Сбербанк-АСТ, который размещает открытые аукционы в электронной форме по государственным заказам, организатор (юридическое лицо, представитель федерального или муниципального заказчика) проходит регистрацию, вносит разъяснения по Лоту, условия заключения госконтракта и назначает дату проведения аукциона. В соответствии с законодательством, проводятся торги на понижение цены, за счет чего достигается значительная экономия бюджетных средств.
Основная форма — аукцион на понижение, но в редких случаях может сложиться ситуация с проведением торгов на повышение цены контракта.
Участник торгов (поставщик, аукционер, участник размещения заказа) — физическое или юридическое лицо, участвующее в торгах и вносящее ценовые предложения.
Победитель аукциона — лицо, внесшее лучшее ценовое предложение и либо купившее Лот, либо заключившее контракт на поставку своих товаров и услуг.
Электронный аукцион — новая форма проведения государственных и коммерческих тендеров, которая вытеснила торги в обычных аукционных залах. Электронные аукционы созданы для удобства участников и главное для устранения коррупции. С октября 2018 года все государственные закупки проходят на федеральных электронных площадках (в порядке уменьшения доли операторов ЭТП по общему объему извещений в электронной форме согласно данным Мониторинга Минфина России за 2018 год) : РТС-тендер, ЕЭТП (Росэлторг), Сбербанк-АСТ, Национальная электронная площадка, РАД, АГЗ РТ, ТЭК-Торг и ЭТП ГПБ.

## Этапы электронного аукциона

### Формирование лота и условий проведения.
1. Организатор получает ЭП, регистрируется на ЭТП и проходит аккредитацию.
2. Организатор публикует лот указав:

— Наименование лота (пример. Закупка медоборудования для ГКБ № 1)
— Начальную стоимость лота
— Время проведения торгов
— Документацию
— Размер обеспечения заявки на участие. Фактически это денежный депозит, который гарантирует что участник ответственно отнесется к аукциону. Для Государственных закупок это обязательное условие (44-ФЗ). Обычно для того, чтобы не извлекать средства из оборота участники пользуются услугой Тендерный Кредит

### Поиск Аукционов.
Организация или ИП переходят на сайт одной из торговых площадок. Проходит аккредитацию и выбирает аукцион в котором планируется участие. Все ЭТП объединены в один реестр Единая информационная система в сфере закупок.

### Торги.
В день проведения электронного аукциона аукционеры входят на электронную торговую площадку. Средства криптографической защиты используются в обязательном порядке. С началом аукциона, участники вносят свои ценовые предложения. Во время проведения аукциона на площадке участники не могут знать своих соперников. По завершении торгов победитель обязан предоставить обоснование своей цены, для предотвращения демпинга. Участники которые победили, но не смогли предоставить необходимую документацию теряют депозит, который вносился до начала торгов и начинается рассмотрение документации участника занявшего 2е место и т. д.

### Заключение контракта.
Участник предложивший самую низкую цену, который смог предоставить всю необходимую документацию, получает право заключить контракт. Основываясь на 94-ФЗ, победитель обязан внести 30 % от начальной стоимости контракта для обеспечения исполнения контракта. Обычно в качестве обеспечения исполнения контракта используется банковская гарантия. Если к сроку приемки товар не был поставлен в полном объеме либо услуги были оказаны не надлежащего качества, то средства которые внес участник в качестве обеспечения удерживаются заказчиком. Оплата в пользу участника аукциона производится только после того, как подписаны все акты.

## Крупные мировые и российские аукционы
Всемирные торговые площадки и аукционы представляют собой новое поколение многопрофильных электронных торговых площадок, объединяющих десятки различных видов товаров и услуг как для экспортно-импортных компаний, так и для оптовых и розничных клиентов в разных регионах мира.
Аукцион eBay, основанный в 1995 году и имеющий оборот в несколько миллионов сделок в день, является самым крупным интернет-аукционом в мире.
Молоток.ру — крупнейший аукцион для частных лиц в России, Аукубань.ру — интернет-аукцион Краснодарского края, 24au.ru — интернет-аукцион Красноярска.
По данным сводного мониторинга Министерства финансов РФ за 2018 год доли операторов ЭТП по общему объему извещений в электронной форме таковы: РТС-тендер - 31%, АО "ЕЭТП" - 26%, Сбербанк-АСТ — 25% государственных заказов, Национальная электронная площадка - 12%. 

## Выгоды интернет-аукционов
Преимущества для организатора аукциона.
1. Экономия рабочего времени — можно объявить аукцион и до момента окончания торгов вообще не вспоминать о нём;
2. Экономия денежных средств — не надо тратить деньги на организацию торгов, для фирм — выгодны торги на понижение (экономия средств на закупку);
3. Честная конкуренция среди аукционеров;
4. Участие в торгах возможно из любой точки мира, не выходя из своего офиса.

Преимущества для аукционера:
1. Быстрый поиск интересующих торгов;
2. Прозрачность и открытость процесса продаж;
3. Честная конкуренция, исключающая неценовые методы ведения борьбы;
4. Равные права всех поставщиков товаров, работ и услуг;
5. Участие в торгах возможно из любой точки мира, не выходя из своего офиса.

## Итоги
Электронный аукцион, как отрасль электронной коммерции доказал свою выгоду, так как даже Российское правительство приняло решение размещать свои заказы таким образом. Для частных лиц, обладающих запасом товаров, которые можно продать, организация аукционов — несомненная выгода, так как вполне можно выручить за лот сумму, в два, а то и в три раза, превышающую его начальную стоимость.